# Эдмунд Певенси
Эдмунд «Эд» Певенси (англ. Edmund "Ed" Pevensie; 1930—1949) — один из главных героев серии книг «Хроники Нарнии», брат Питера, Сьюзен и Люси, двоюродный брат Юстэса Вреда. Родился в 1930 году по Земному летоисчислению. Эдмунд описывается, как кареглазый брюнет со светлой кожей, более низкий ростом, чем Питер. Подчас гораздо более рассудительный, чем старший брат. Сначала он легко поддается чужому влиянию, но потом становится более мудрым и разборчивым. Полное звание: «Король Нарнии, герцог равнины Фонарного Столба, граф Западных болот, Рыцарь ордена Стола», англ. King of Narnia, Duke of Lantern Waste, Count of the Western March, Knight of the Noble Order of the Table. Народ Нарнии прозвал его Эдмунд Справедливый (англ. Edmund the Just).
Фигурирует в пяти книгах «Хроник Нарнии»: как ребёнок и основной персонаж — в книгах «Лев, колдунья и Платяной шкаф», «Принц Каспиан» и «Покоритель зари, или Плавание на край света»; как взрослый — в книгах «Конь и его мальчик» и «Последняя битва».

## Биография
В романе сказано, что Эдмунд
```
(Эд, Нэд, Эдди) Певенси родился в 1930 году. Согласно книге его родители остались в Лондоне, однако в фильме решили «отослать» его отца (имя неизвестно) на войну. Эдмунд был впечатлительным ребёнком, и, пойдя в 5 класс, попал в дурную компанию. Изменения в его характере мы видим в книге «Лев, Колдунья и Платяной Шкаф». Также Эдмунд имел склонность к эгоизму, так как он довольно быстро согласился на условие 
Колдуньи
, что его брат и сёстры будут ниже его по положению - он станет принцем и потом королём, они - герцогом и герцогинями. Более того - Колдунья говорит мальчику, что он как будущий король станет нуждаться в знатных дамах и кавалерах, людях благородной крови - и у Эдмунда с языка срывается : "Да они обычные ребята, в них ничего особенного, тем более благородного - но если так надо, пусть будут знатью".  Позже мальчик осознаёт, что вёл себя как настоящий свинтус.
```

Многие иллюстраторы «Хроник» изображают его блондином с голубыми глазами, иногда рыжим, часто с веснушками, но подлинная внешность Эдмунда неизвестна (есть возможность, что он может быть брюнетом). В книге «Конь и его мальчик» упоминалось, что люди из процессии в Ташбаане «красивые и благородные, многие из них белокурые». Однако точно сказать, относился ли Эдмунд Пэвэнси к их числу, невозможно. В фильме «Лев, Колдунья и Платяной Шкаф» мальчика показывают слишком вспыльчивым, что несколько противоречит оригиналу, где говорилось, что Эдмунд спокоен и хладнокровен. Однако в фильме «Принц Каспиан» это было учтено. Также мы видим, что Эдмунд единственный из «друзей Нарнии», кто читает детективы и подобные «умные» книги, что склонно к его рассудительности. Эдмунд также (особенно в фильме) не обделён чувством юмора.

### Лев, Колдунья и Платяной шкаф
После рассказа Люси о Нарнии, издевался над сестрой, спрашивая её, не нашла ли она миров в других волшебных шкафах.
Попав в Нарнию, оказался под влиянием Джадис, Белой Колдуньи. Позже, под влиянием Колдуньи, точнее, из-за желания снова отведать волшебного рахат-лукума, который чем больше ешь, тем больше хочешь ещё, предал брата и сестер, уйдя к Джадис и выдав ей их местоположение. Вместо того, чтобы наградить Эдмунда, Джадис заключила его в тюрьму, где он видел силу Колдуньи: замораживать живые существа и обращать их в камень.
По фильму именно там Эдмунд познакомился с Тумнусом — фавном, спасшем Люси в её первый визит в Нарнию. Позже вместе с Джадис и её слугой-гномом отправился в лагерь Аслана. Во время остановки на ночь был спасён солдатами Аслана и после раскаяния был прощён. Участвовал в битве против Колдуньи, где смог уничтожить волшебную палочку, которой Джадис обращала противников в каменные статуи. Был ранен в битве, но исцелён бальзамом Люси. Стал королём Нарнии. Народ прозвал его Эдмунд Справедливый.

### Конь и его мальчик
Король Эдмунд и его сестра Королева Сьюзен едут в Тархистан, в гости к царевичу Рабадашу. Однако вскоре Эдмунд понимает, что они оказались в плену, сами того не подозревая. Мужчина придумывает гениальный план, и нарнийцы вырываются на свободу.
Позже Эдмунд и его сестра Люси вступают в битву с Рабадашем и его войском и побеждают его. Эдмунд прекрасно сражается, он убивает несколько человек, однажды падает, но остается живым и вступает в бой с Рабадашем.
В этой книге Эдмунд подтверждает своё звание «Справедливый»:

— Отрубите ему голову, Ваше Величество, — сказал Перидан. — Кто он как не убийца?

— Спору нет, он негодяй, но и негодяй может исправиться, я знал такой случай…

Таким образом он намекает о своём предательстве, и о том как он исправился.

### Принц Каспиан
Эдмунд здесь предстаёт 11-летним мальчиком, но он мудр и осторожен. Он единственный, кто поверил Люси в этот раз «ведь тогда, год назад, права была она». Аслан зовёт его молодцом. Из-за того, что поверил сестре, вторым после Люси видит Аслана.
В фильме мальчик окончательно искупает свою вину: Каспиан, Никабрик и ведьма вызывают Белую Колдунью. Каспиану пытается помочь Питер, но и он оказывается под чарами Джадис. И только Эдмунд разбивает ледяную глыбу с Колдуньей, в очередной раз спасая жизнь брата, Каспиана и Нарнию.
Сражался вместе с Каспианом во второй битве при Беруне (первая битва происходила в книге «Лев, Колдунья и Платяной шкаф»)

### «Покоритель зари», или Плавание на край света
В этой книге Эдмунду 12 лет.  В фильме ему 14 лет, и из-за этого его не берут в армию, когда он пытается приписать себе возраст с помощью паспорта своей тёти и отправиться добровольцем. Вместе с родной сестрой Люси и двоюродным братом, врединой Юстасом (с соответствующей фамилией - Вред), попадает в Нарнию через картину с кораблём. Принимает активное участие в приключениях. Вместе с Юстасом, Каспианом и Люси  был взят в плен работорговцами, но они были освобождены. Когда вредина Юстас превратился в дракона, Эдмунд или Люси спросили его: «А ты случайно не Юстас?». Позже Эдмунд утешает его: «Если честно, я вёл себя не лучше, чем ты, когда первый раз оказался в Нарнии, но если ты был просто свинтусом  , то я  - ещё вдобавок и предателем!».

### Серебряное кресло
В этом романе Эдмунд не появляется, но его упоминают несколько раз, как короля.

### Последняя битва
Здесь Эдмунд второстепенный персонаж и ему 19 лет. В этой части он вместе с Питером помогает раздобыть волшебные кольца Юстасу и Джил, чтобы те могли перемещаться между мирами. Позже Питер и Эдмунд  погибают, когда поезд, в котором ехали Юстас, Джил, профессор Керк, Полли Пламмер и Пэвэнси-родители, сходит с пути и врезается в платформу, на которой стояли оба юноши. . Так, Эдмунд снова попадает в Нарнию. Ребята встречают Аслана, и тот объясняет, что они, в земном смысле, "погибли" и потому не смогут вернуться в Англию, и позволяет им наконец попасть в "истинную" Нарнию.

## Кино
- В экранизации BBC 1988—1990 годов Эдмунда сыграл Джонатан Скотт[англ.].
- В экранизации Walden Media (2005, 2008, 2010) Эдмунда сыграл Скандар Кейнс.
- В американской комедии «Очень эпическое кино», которая в том числе пародирует фильм 2005 года, есть пародия на Эдмунда Певенси. Пародийного персонажа сыграл Кэл Пенн.

## Критика и отзывы
- «Эдмунд, подобно Иуде, гад и предатель, однако, в отличие от Иуды, он раскаялся и получил прощение (как, без сомнения, получил бы Иуда, если бы раскаялся)». (из письма Клайва Льюиса к Патрисии, 8 июня 1960)[1]
- Журнал «Мир Фантастики» поставил Эдмунда на 7 место в списке «10 самых известных предателей в фантастике», добавив, что предательство Эдмунда самое дешёвое в списке, а с другой стороны, было полностью искуплено кровью. В христианской философии «Хроник Нарнии» мальчик играет роль Иуды, без которого невозможно было воскрешение Аслана, аналога Иисуса.[2].